# Bánh bao
Bánh bao sind gefüllte Hefeklöße aus Weizenmehl der vietnamesischen Küche. 
Die Füllung des Gerichts besteht aus Hühnchen oder Hackfleisch vom Rind beziehungsweise Schwein. Weiterhin werden  Pilze (Shiitakepilz) und Lachang, eine geräucherte chinesische Schweinewurst mit Zwiebeln beigemengt, sowie Glasnudeln und hartgekochte Eier. Ohne Füllung schmecken sie wie deutsche Hefeklöße. 
Die Speise Bánh bao stammt ursprünglich vom chinesischen Dàbāo – 大包 – ab und wurde als Kulturexport von kantonesischen Auslandschinesen nach Vietnam gebracht. Dort wurde sie dem örtlichen Geschmack der vietnamesischen Bevölkerung angepasst und verändert. Bánh bao ist im Vergleich zum chinesischen Dàbāo etwas kleiner. Bánh bao wird in Vietnam gern als Straßenimbiss angeboten, dabei auch mit vegetarischer Füllung.
Ähnliche Speise gleicher Art sind die verschiedenen Baozis der chinesischen Küche, das Bakpao der Küche Indonesiens, das in den Niederlanden auch als Bapao bekannt ist.